# Brusten himmel
Brusten himmel (en suec Cel trencat) és una pel·lícula dramàtica sueca del 1982 amb guió i direcció d'Ingrid Thulin.

## Argument
L'Erika, de 13 anys, viu a Norrbotten amb els seus pares i la seva àvia durant la dècada de 1940. La situació familiar és problemàtica i l'Erika somia amb un altre món on pugui viure la seva pròpia vida.

## Producció
El rodatge es va dur a terme a Filmhuset a Estocolm i les escenes exteriors es van rodar al Ragunda de març a juliol de 1981. És en part autobiogràfica. La banda sonora consta d'obres dels segles XIX i principis del XX, com ara Glädjens blomster, arranjada per Hugo Alfvén, i Gläns över sjö and beach que va ser escrita per Viktor Rydberg i musicada per Alice Tegnér.

## Repartiment
- Susanna Käll - Erika
- Tommy Berggren - Axel, pare d'Erika
- Margaretha Krook - Àvia d'Erika
- Agneta Eckemyr - Märta, mare d'Erika
- Svea Holst - Àvia de l'Erika
- Fillie Lyckow - Tia de l'Erika
- Ernst Günther - Molin, policia

## Recepció
Brusten himmel va guanyar el premi del Festival Internacional de Cinema de Karlovy Vary el 1982 i va donar el premi a la millor directora debutant a Ingrid Thulin al Festival Internacional de Cinema de Chicago el mateix any. També va ser guardonat amb la contribució de qualitat de l'Svenska Filminstitutet el 1983.